# Союз боулінгу Республіки Сербської

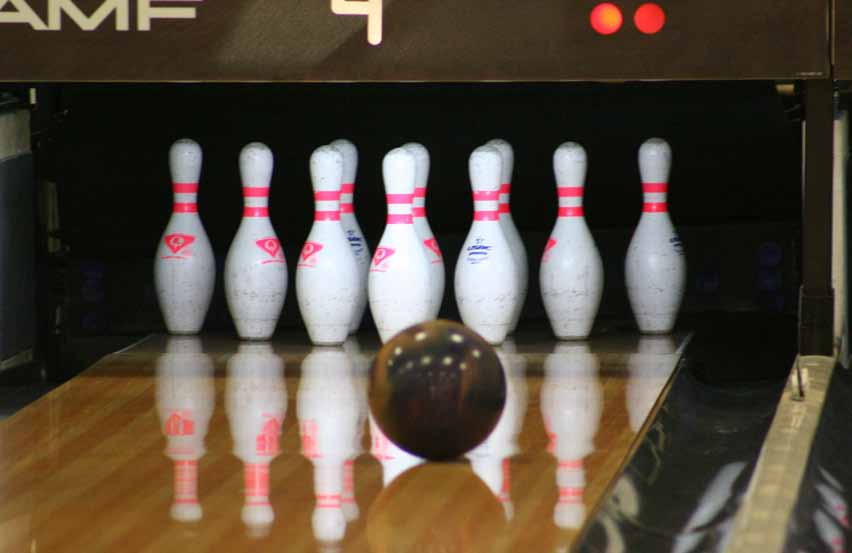
Боулінг

Союз боулінгу Республіки Сербської (серб. Куглашки савез Републике Српске) — спортивна організація, яка займається розвитком боулінгу (в тому числі управлінням клубами, призначенням суддів і тренерів з боулінгу, організацією змагань) на території Республіки Сербської. Співпрацює з Міністерством у справах сім'ї, молоді та спорту Республіки Сербської. Штаб-квартира: Баня-Лука, алея Святого Сави, будинок 48.

## Організація
Президентом Союзу боулінгу Республіки Сербської є Благоє Благоєвич. До керівництва організації входять Скупщина, Виконавчий комітет, Наглядовий комітет і Комісія по внутрішньому вирішення спорів. Членами організації є боулінг-клуби Республіки Сербської, об'єднання клубів, суддів і тренерів у країні.

## Клуби
Провідними клубами в країні є «Knin Revita» (Баня-Лука), «Рудар» (Углєвік) та «Кожара» (Градішка).